# 将来的に死んでくれ
『将来的に死んでくれ』（しょうらいてきにしんでくれ）は、長門知大による日本の少年漫画。1人の女子高生の熱烈で一方的な恋心を面白おかしく描いた百合漫画である。『別冊少年マガジン』（講談社）において、2016年11月号から2019年11月号まで連載された。

## あらすじ
菱川俊は、高校入学初日にクラスメイトの刑部小槙に一目惚れする。その日以来、俊はあの手この手で小槙に言い寄るが、その大半を軽くあしらわれていた。
1学期のある日、俊は、小槙の弟・槙介と知り合う。槙介は俊が姉に恋していることを知り、俊に協力するようになる。一方、小槙は、夏休みに俊が兄の倖と一緒にいるところに出くわす。小槙は、倖に対する俊の態度を新鮮に感じる。

## 登場人物
担当声優は2017年に配信されたTVCM、および2020年配信のボイスドラマでのキャスト。
菱川 俊（ひしかわ しゅん）
声 - 和氣あず未
本作の主人公。高校1年生。クラスメイトの小槙に一目惚れしており、下心むき出しで彼女にアプローチしている。スタイルが良く容姿も可愛いが、兄の倖が自分よりも美形であるためコンプレックスを抱いている。勉強は不得意だが、体育は得意。誕生日は10月25日。身長は162センチメートル。
刑部 小槙（おさかべ こまき）
声 - 山村響
本作のヒロイン。高校1年生で、俊のクラスメイト。クールで、かつ優しい性格の持ち主。俊のことは友達だと思っているが、俊のアプローチには冷静に対処している。誕生日は8月7日。身長は168センチメートル。
木下 沙弥（きのした さや）
声 - 咲々木瞳
俊のクラスメイト。高校1年生。俊とも小槙とも親しいが、俊の小槙へのアプローチに対してはしばしばツッコミを入れている。
刑部 槙介（おさかべ しんすけ）
声 - 河村梨恵
小槙の弟。小学生。美形の人間が好きで、マセている。俊の恋心を知り、彼女に協力している。
菱川 倖（ひしかわ ゆき）
俊の兄。高校3年生。妹以上の美形。妹のことを溺愛しているが、妹からは複雑な感情を抱かれている。
館山 紘平（たてやま こうへい）
俊のクラスメイト。高校1年生。クラスメイトの早川可澄に好意を抱いており、しばしば俊と互いの恋愛について話し合っている。
早川 可澄（はやかわ かすみ）
俊のクラスメイトで高校1年生。クラスメイトの館山紘平に好意を抱いている。

## 書誌情報
- 長門知大 『将来的に死んでくれ』 講談社〈講談社コミックス〉、全7巻
  1. 2017年4月7日第1刷発行（同日発売[講 1]）、ISBN 978-4-06-395904-8
  2. 2017年9月8日第1刷発行（同日発売[講 2]）、ISBN 978-4-06-510195-7
  3. 2018年2月9日第1刷発行（同日発売[講 3]）、ISBN 978-4-06-510962-5
  4. 2018年7月9日第1刷発行（同日発売[講 4]）、ISBN 978-4-06-511789-7
  5. 2018年12月7日第1刷発行（同日発売[講 5]）、ISBN 978-4-06-513482-5
  6. 2019年5月9日第1刷発行（同日発売[講 6]）、ISBN 978-4-06-515076-4
  7. 2019年11月8日第1刷発行（同日発売[講 7]）、ISBN 978-4-06-517308-4

## ボイスドラマ
2020年7月から本作のボイスドラマが全6話で配信予定。RKBラジオでは7月27日から（「＃いおれな」内）、SBSラジオと音声配信プラットフォーム・stand.fmでは8月1日から配信される。stand.fmは同プラットフォームサービス内とYouTubeチャンネルにて配信され、一部有料となる。
主題歌にはゆりめりの「じゃんけん」が起用される。

### 講談社コミックプラス
以下の出典は『講談社コミックプラス』（講談社）内のページ。書誌情報の発売日の出典としている。
1. ↑  “将来的に死んでくれ (1)”. 2018年7月13日閲覧。
2. ↑  “将来的に死んでくれ (2)”. 2018年7月13日閲覧。
3. ↑  “将来的に死んでくれ (3)”. 2018年7月13日閲覧。
4. ↑  “将来的に死んでくれ (4)”. 2018年7月13日閲覧。
5. ↑  “将来的に死んでくれ (5)”. 2018年12月7日閲覧。
6. ↑  “将来的に死んでくれ (6)”. 2019年5月9日閲覧。
7. ↑  “将来的に死んでくれ (6)”. 2019年11月8日閲覧。